# AK Press
Fondée à Édimbourg (Écosse) en 1990, AK Press est une maison d'édition indépendante.
Organisé sous forme de coopérative autogérée, ce collectif anarchiste se spécialise dans la diffusion d'ouvrages papiers ou de supports audio d'expression libertaire et de gauche radicale,.
En 1994, AK Press ouvre une succursale aux États-Unis, à Oakland.

## Historique
Fondé à Édimbourg en Écosse en 1987 par Ramsey Kanaan (en), il s'agit au début d'un seul service de distribution.
C'est en 1990, que le projet passe à l'édition. En 1994, le collectif ouvre une antenne à Oakland (Californie) qui devient rapidement plus importante (sept salariés) que le siège écossais (deux salariés).
AK Press publie des auteurs notoires tels que Noam Chomsky, Howard Zinn, Jello Biafra, Arundhati Roy et Mumia Abu-Jamal, ainsi que de la musique d'artistes comme Utah Phillips.
AK Press réalise environ un tiers de son chiffre d'affaires par la vente directe par correspondance et sur Internet.
En 2007, AK Press donne naissance à une nouvelle maison d'édition, PM Press, dont elle assure la distribution.
Le 21 mars 2015, un incendie accidentel détruit presque en totalité ses locaux d'Oakland, ainsi que les livres et publications qu’ils contenaient. Le catalogue comprend, à cette date, plusieurs centaines de titres,.

## Extraits du catalogue
- Tom Vague, Anarchy in the UK : The Angry Brigade, 1997,  (ISBN 1-873176-98-8)
- Alexandre Skirda, Facing the Enemy - A History of Anarchist Organization from Proudhon to May 1968, 2002.
- Rudolf Rocker, Anarcho-syndicalism, préf. Noam Chomsky, 2004, lire en ligne.
- Paul Avrich, The Russian Anarchists, 2005.
- David Porter, Vision on Fire : Emma Goldman on the Spanish Revolution, 2006..
- Paul Avrich, Anarchist Voices : An Oral History of Anarchism in America, 2006.
- Abel Paz, Durruti in the Spanish Revolution, 2007.
- David Solnit et Rebecca Solnit (dir.), The Battle of the Story of the “Battle of Seattle”, 2009.
- David Porter, Eyes to the South French Anarchists & Algeria, 2011.
- Davide Turcato, Making Sense of Anarchism - Errico Malatesta's Experiments with Revolution, 1889-1900, 2015,  (ISBN 9781849352314)[5], Palgrave Macmillan, 2012[6], Université Simon Fraser, 2009.

## Sources
- (es) Cet article est partiellement ou en totalité issu de l’article de Wikipédia en espagnol intitulé « AK Press » (voir la liste des auteurs).